# Giulio Masotto
Giulio Masotto (Verona, 14 maggio 1999) è un ciclista su strada e pistard italiano, professionista dal 2023 al 2024.

## Palmarès

### Strada
- 2016 (juniores)

Giro delle Conche
- 2017 (juniores)

Trofeo Comune di Gussago
- 2019 (Team Colpack, una vittoria)

Memorial Polese
- 2021 (Zalf/Team Corratec, tre vittorie)

Trofeo Giardino della Serenissima
Trofeo Città di Brescia
La Bolghera
- 2022 (Team Corratec, una vittoria)

Critérium VC Eclair Serre

#### Altri successi
- 2019 (Team Colpack)

Cronosquadre della Versilia Michele Bartoli (cronosquadre)
Campionato italiano, Cronosquadre Under-23

### Pista
- 2017 (juniores)

Campionati italiani, Omnium juniores
- 2020

Coppa del mondo, Classifica generale Inseguimento a squadre

## Piazzamenti

### Classiche monumento
- Giro di Lombardia

2024: ritirato

### Competizioni mondiali
- Campionati del mondo

Bergen 2017 - In linea Junior: 122º

### Competizioni continentali
- Campionati europei su strada

Herning 2017 - In linea Junior: 91º
- Campionati europei su pista under-23

Aigle 2018 - Inseguimento a squadre Under-23: 4º
Gand 2019 - Inseguimento a squadre Under-23: 4º
Fiorenzuola d'Arda 2020 - Inseguimento a squadre Under-23: 2º